# Синалоа
Синалоа (шп. Estado de Sinaloa), држава је у западном Мексику уз обалу Тихог океана (залив Калифорнија). Има површину од 58.328 km² и 2.609.976 становника (попис 2005).
На северу се граничи са државом Сонора, на истоку са Чивавом и Дурангом, а на југу са Најаритом. 
Синалоа је пољопривредна држава. Уз то, поседује једну од највећих рибарских флота у земљи. 
Најважнији градови су главни град Кулиакан (800.000 становника), летовалиште Мазатлан и Лос Мочис. 
Држава је основана 1831. 

## Становништво
| 1990.     | 1995.     | 2000.     | 2005.     | 2010.     |
| --------- | --------- | --------- | --------- | --------- |
| 2.204.054 | 2.425.675 | 2.536.844 | 2.608.442 | 2 767 761 |